# 塔姆薩盧市鎮

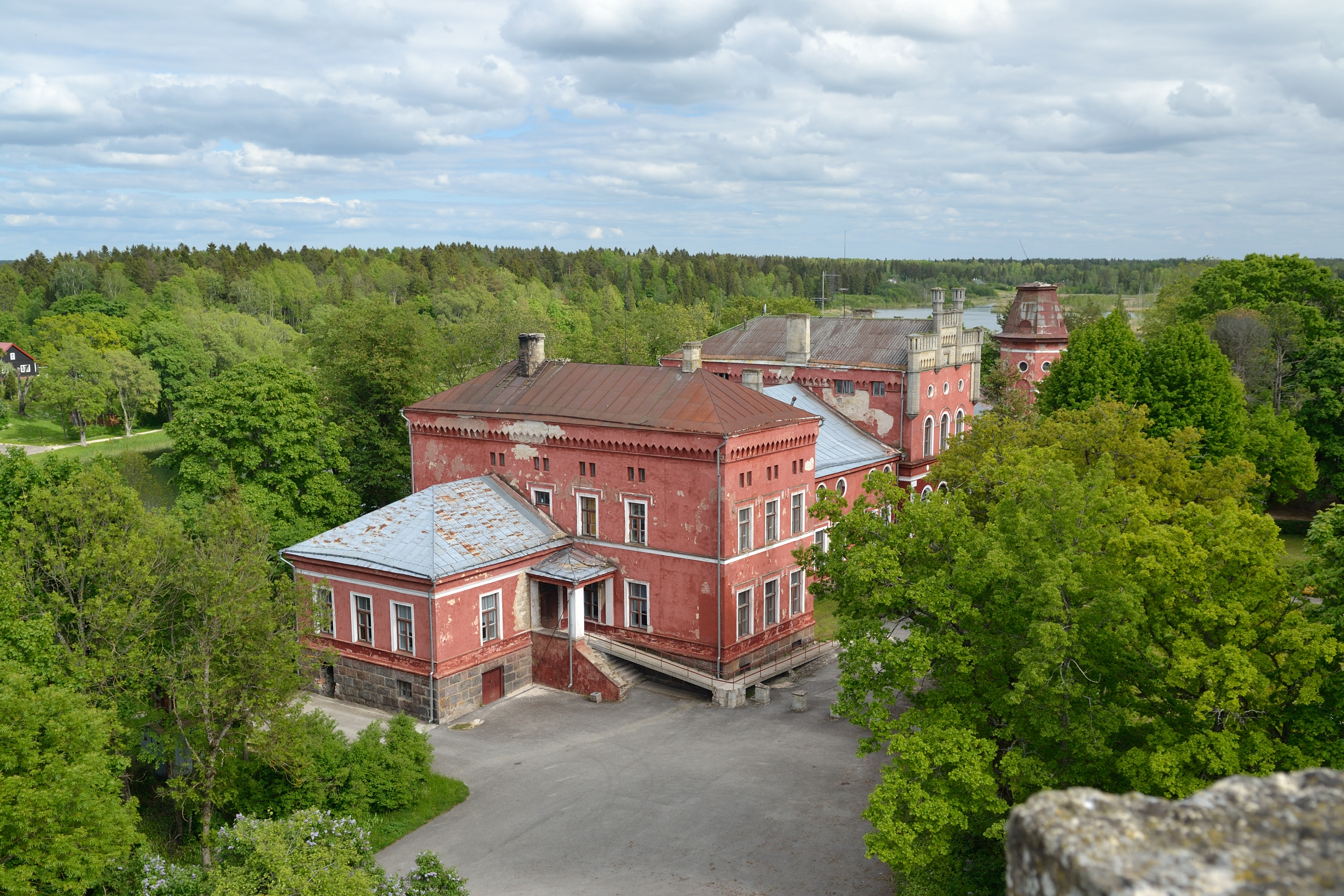
波尔库尼庄园

塔姆薩盧曾是愛沙尼亞西維魯縣的一個鄉村型市镇，位於該國北部，行政中心設於塔姆薩盧，面積215平方公里，2009年人口4,554，人口密度每平方公里21人。
2017年爱沙尼亚行政改革后，塔姆萨卢市镇与原塔帕市镇合并为新的塔帕市镇。
59°09′32″N 26°06′29″E / 59.159°N 26.108°E